# Spelunky
Spelunky es un videojuego independiente de acción y aventura creado por Derek Yu e inicialmente lanzado como freeware para Microsoft Windows (con dos ports no oficiales a Mac OS X). Luego fue relanzado para Xbox 360, PlayStation 3, PlayStation Vita y nuevamente para Microsoft Windows. En Spelunky, el jugador controla a un espeleólogo que explora una serie de cavernas coleccionando tesoros, salvando damiselas y evadiendo trampas. La primera versión del juego fue lanzada el 21 de diciembre de 2008. El código fuente de la versión de 2008 de Windows fue hecho público el 25 de diciembre de 2009. La versión mejorada para Xbox Live Arcade fue lanzada el 4 de julio de 2012. Esta versión también fue lanzada en PC el 8 de agosto de 2013 y para PlayStation 3 el 27 y 28 de agosto de 2013.
La secuela, Spelunky 2, fue lanzada en septiembre de 2020.